# نظير بروتيني

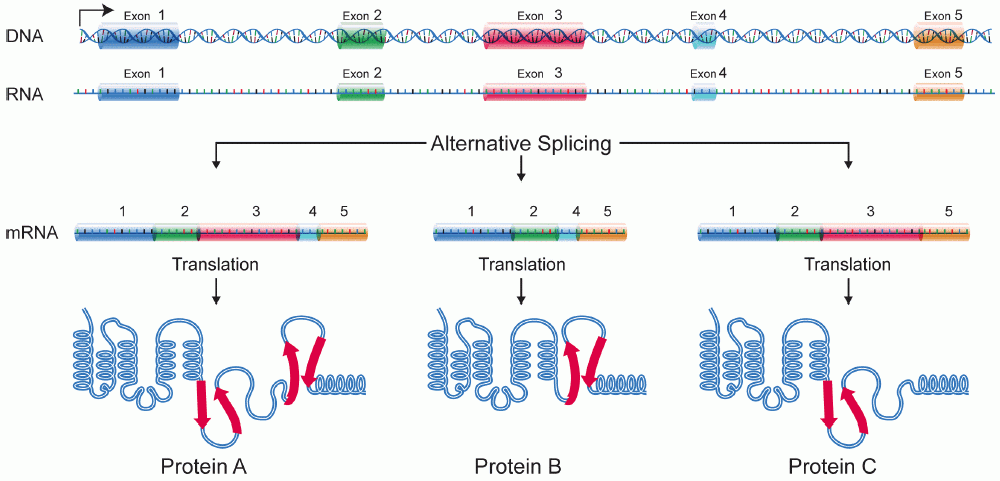
البروتينات C ،B ،A هي نظائر مشفَّرة من نفس الجين عبر وصل بديل.

النظير البروتيني هو بروتين مماثل بشكل كبير لبروتين أو مجموعة من البروتينات التي تنشأ من جين واحد أو عائلة جينية ويكون الاختلاف بينها نتيجة اختلافات جينية. العديد من هذه النظائر تقوم بنفس الوظائف البيولوجية أو بوظائف متشابهة، مع ذلك بعض النظائر لها وظائف فريدة خاصة بها. يمكن أن تنشأ مجموعة من النظائر البروتينية من وصل بديل، استخدام محفز مختلف، أو من تعديلات ما بعد ترجمة مختلفة لجين واحد، رغم أن بروتينات تعديلات ما بعد الترجمة لا تعتبر نظائرا عادة. عبر آليات وصل الرنا، يمكن للرنا الرسول اختيار قطع جين مختلفة مشفرة للبروتين (إكسونات) أو حتى أجزاء مختلفة من الإكسونات في الرنا لتشكيل تسلسلات رنا رسول مختلفة، وينتج عن كل تسلسل مختلف نظير بروتيني محدد.
يمكن أن يفسِّر اكتشاف النظائر التناقض بين العدد الصغير للمناطق الجينية المشفرة للبروتين التي كشفها مشروع الجينوم البشري وعدد البروتينات الكبير والمتنوع الملاحَظِ لدى البشر: يمكن أن تزيد البروتينات المختلفة التي يُشفرها نفس الجين من تنوع البروتيوم. يمكن تحديد خصائص النظائر على مستوى الرنا بسهولة عبر دراسات نسخ الدنا المتتم. تملك العديد من الجينات البشرية نظائر توصيل بديل مؤكدة. قُدِّر أن بالإمكان تحديد حوالي 100 ألف من تسلسلات الوسوم المعبر عنها (ESTs) لدى البشر. يمكن أن تتجلى النظائر على مستوى البروتين في حذف نطاقات كاملة أو حلقات قصيرة تتواجد عادة في سطح البروتين.